# 波赫丹尼夫卡 (日托米爾區)
50°16′53″N 28°25′22″E / 50.28139°N 28.42278°E
波赫丹尼夫卡（烏克蘭語：Богданівка），是烏克蘭的村落，位於該國北部日托米爾州，由日托米爾區負責管轄，始建於1650年，面積0.12平方公里，海拔高度224米，2001年人口9。